# 西拉庫薩維爾 (路易斯安那州)
西拉庫薩維爾（英語：Siracusaville）是位於美國路易斯安那州聖瑪麗堂區的一個普查規定居民點。

## 人口
根據2020年美國人口普查的數據，西拉庫薩維爾的面積為2.21平方千米，當中陸地面積為2.07平方千米，而水域面積為0.14平方千米。當地共有人口297人，而人口密度為每平方千米134.39人。